# Heartbreak Station
Heartbreak Station – trzeci album studyjny amerykańskiego zespołu Cinderella wydany w 1990 przez wytwórnię Mercury Records.

## Lista utworów
Źródło
Autorem utworów, jeśli nie podano inaczej, jest Tom Keifer.
1. „The More Things Change” – 4:22
2. „Love's Got Me Doin' Time” (Eric Brittingham, Tom Keifer) – 5:19
3. „Shelter Me” – 4:47
4. „Heartbreak Station” – 4:28
5. „Sick for the Cure” – 3:59
6. „One for Rock and Roll” – 4:29
7. „Dead Man's Road” – 6:38
8. „Make Your Own Way” – 4:15
9. „Electric Love” – 5:23
10. „Love Gone Bad” – 4:20
11. „Winds of Change” – 5:34

## Twórcy
Źródło
| Muzycy - Tom Keifer – wokal, gitara, gitara 12-strunowa, gitara Dobro, gitara akustyczna, mandolina, pianino, produkcja - Jeff LaBar – gitara - Eric Brittingham – gitara basowa - Fred Coury – perkusja, instrumenty perkusyjne, wokal wspierający - Bashiri Johnson – instrumenty perkusyjne - K. Criniti – instrumenty klawiszowe - Rick Criniti – instrumenty klawiszowe - John Paul Jones – aranżacja instrumentów smyczkowych - Rob Schumann – gitara - Jay Levin – gitara, gitara stalowa - Andrew Love – saksofon - Jay Davidson – pianino, saksofon - Brian O'Neal – organy, pianino - Rod Roddy – Clavinet, Piano - Ken Hensley – organy - Wayne Jackson – trąbka - John Avarese – syntezator - Tawatha Agee – wokal wspierający - Elaine Foster – wokal wspierający - Sharon Foster – wokal wspierający - Carla Benson – wokal wspierający - Evette Benton – wokal wspierający - Brenda King – wokal wspierający - Curtis King – wokal wspierający - Tara Pellerin – wokal wspierający - Eric Troyer – wokal wspierający - Roy McDonald – syntezator, programowanie - The Memphis Horns – róg (gościnnie) |  | Personel - John Jansen – producent - Gary Lyons – realizator nagrań - George Cowan – miksowanie - Mike Reiter – miksowanie - Michael Barbiero – miksowanie - Steve Thompson – miksowanie - Brian Stover – asystent - Gene Foster – asystent - Matthew "Boomer" La Monica – asystent - Jim Odom – asystent - Scott Townsend – projekt - Mitchell Kanner – kierownictwo artystyczne - Ross Halfin – zdjęcia - Mark Weiss – zdjęcia, kolaż - Neil Zlozower – kolaż - William Hames – kolaż - Robert John – kolaż |